# Parlamentarna demokracija
Parlamentarna demokracija je sustav vlasti parlamentarizma u kojemu sabor ili parlament, čije su članove prethodno slobodno izabrali građani države (birači), donosi odluke o glavnim političkim pitanjima.
Legitimnost sabora proizlazi kroz parlamentarne izbore na kojima glasačko tijelo građana, nositelja pučkog suvereniteta, biraju državnu vlast. 
Parlamentarna demokracija je oblik predstavničke demokracije: isključivo izabrani predstavnici naroda predstavljaju narod. 
Predstavničkoj demokraciji je alternativni oblik izravna demokracija, gdje narod izravno glasovanjem odlučuje o temeljnim političkim odlukama. Ali isto tako u parlamentarnim demokracijama, u pojedinačnim slučajevima, odluke donosi biračko tijelo putem referenduma. 
Sabor kontrolira vladu. Odabire premijera, a ponekad i druge članove vlade, a može im se iskazati i nepovjerenje. Vlada je odgovorna prema parlamentu. 
Parlament je također odgovoran za zakonodavstvo (zakonodavna vlast). 
Parlamentarne demokracije mogu biti republike (npr. Hrvatska, Njemačka, Mađarska, Turska), kao i monarhije (kao Nizozemska, Norveška, Španjolska).
U parlamentarnoim demokratskim republikama, predsjednika države obično bira parlament. U oba oblika države, državni poglavar (predsjednik republike ili monarh) ima uglavnom reprezentativne funkcije, posebno pri reprezentiranju države u inozemstvu. 
Rasprave i donošenje odluka se principu odvijaju otvoreno za javnost.
Zastupnici su u parlamentarnim demokracijama slobodni zastupnici naroda (imaju slobodni mandat) i nisu vezani za ugovore. Oni su samo obvezni prema svojoj savjesti za njihove odluke birači ih mogu kazniti samo ne-reizborom pri sljedećim izborima.